# Facoltà di lettere e filosofia (Padova)
La facoltà di lettere e filosofia dell'Università di Padova si trova in piazza Capitaniato a Padova. La sua storia assume caratteristiche peculiari negli anni del fascismo, poiché, in un periodo di imperante omologazione al regime, si caratterizzò per accogliere un consistente numero di docenti non allineati con il regime.

## Gli anni venti

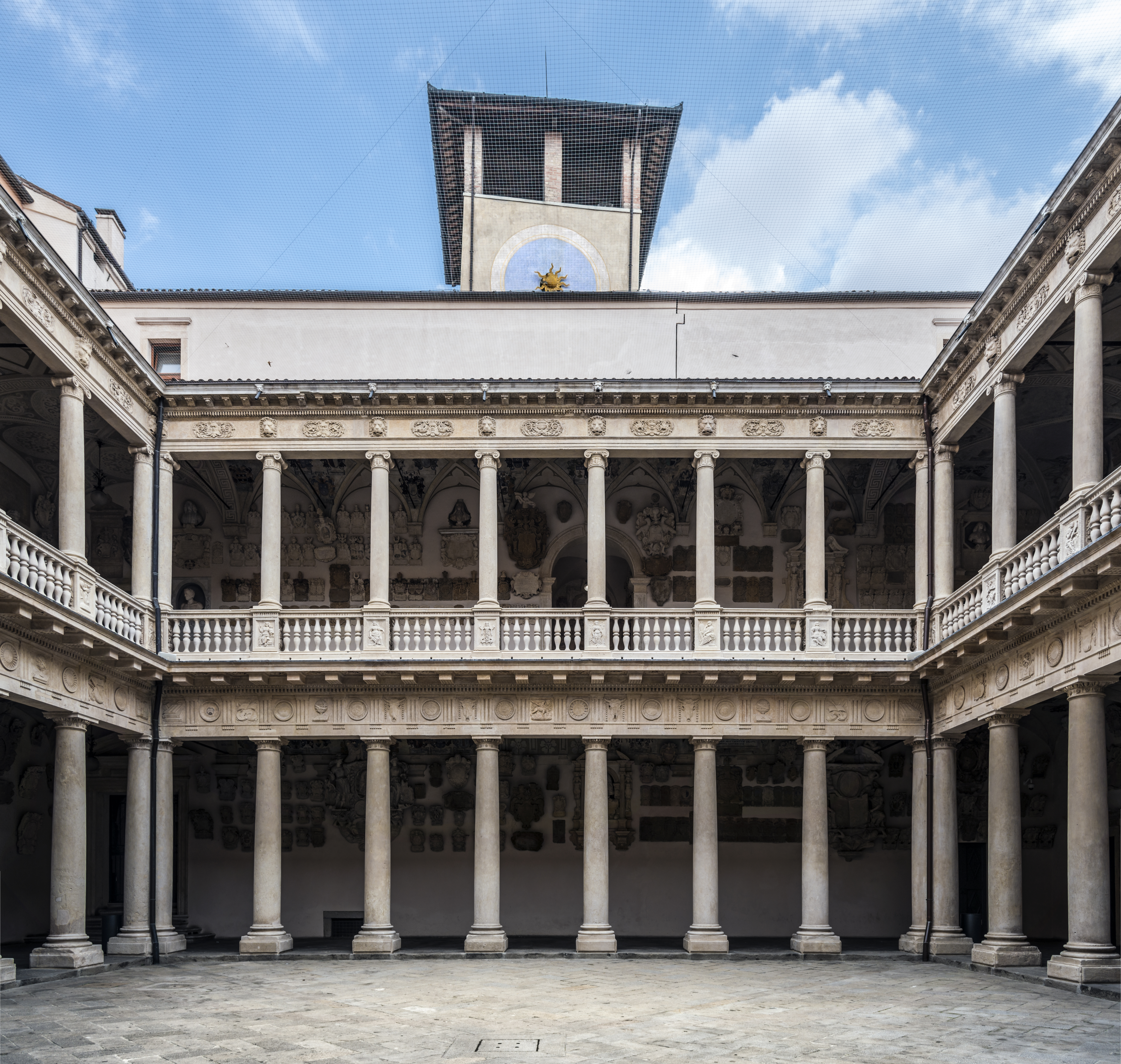

In epoca fascista le università, e in particolare le facoltà umanistiche, rappresentavano la fucina che produceva la futura classe dirigente del Paese, pertanto il regime agì nella direzione di porle sotto un rigido controllo, specie di fronte all'avvento della società di massa.
A Padova la facoltà di filosofia e lettere, come ancora veniva denominata all'inizio del ventennio fascista, con i suoi poco più di cento iscritti nell'anno accademico 1922-1923 e i suoi sedici professori che tenevano i corsi dei diciannove insegnamenti ufficiali, fotografava fedelmente la situazione del periodo successivo alla prima guerra mondiale e anteriore alla riforma Gentile, quando gli atenei italiani erano ancora privilegio delle vecchie élite borghesi e vivevano una vita staccata da quella del resto del paese, lontana dalle tensioni politiche che richiedevano un cambiamento urgente della cultura. 
Ma la peculiarità della facoltà patavina fu quella di accogliere tra le sue mura un consistente numero di docenti non allineati con il regime, dal comunista Concetto Marchesi a Roberto Cessi, firmatario del manifesto degli intellettuali antifascisti di Benedetto Croce, da Manara Valgimigli a Erminio Troilo, che la resero una delle facoltà italiane più antifasciste di quegli anni. Questo perché i rettori e presidi di facoltà, sebbene nominati direttamente dal ministro, quando dovevano scegliere i docenti, non transigevano sui requisiti scientifici dei candidati, badando essenzialmente al loro valore di studiosi e maestri, al di là delle loro idee politiche. 
L'unica scuola che apriva le porte alla facoltà di lettere era il liceo classico e grazie all'importanza data dalla legge del 1923 agli studi superiori umanistici, la facoltà conobbe una crescita delle iscrizioni e un continuo adeguamento alle esigenze di una migliore preparazione culturale degli studenti. Il primo statuto della facoltà, approvato con ordinanza ministeriale del 24 ottobre 1924 ed entrato in vigore a partire dall'anno accademico 1924-1925, presentava la novità della divisione del corso degli studi in due bienni con diverse finalità. Il primo aveva carattere propedeutico, inteso come approfondimento e specificazione della cultura letteraria, storica e filosofica; era inoltre obbligatoria una prova scritta di latino e una prova di traduzione a vista da due lingue straniere moderne. A seguito l'università rilasciava un attestato. Gli studi del secondo biennio avevano, invece, lo scopo di addestrare gli studenti alla ricerca scientifica e all'esercizio professionale per le discipline filologiche, storiche e filosofiche. Superati tutti gli esami di profitto prescritti, gli studenti presentavano e discutevano una tesi di laurea che attestasse la loro preparazione e attitudine scientifica. Il cursus studiorum era di alto profilo, ma limitato in quanto a libertà di scelta da parte dello studente negli indirizzi da seguire. In questa direzione andò il nuovo statuto del 1924, che tolse l'obbligatorietà di alcuni esami, alleggerendo entrambi i bienni.

## Gli anni trenta
Negli anni trenta l'organizzazione universitaria accentuerà la sua gerarchizzazione, con il passaggio delle organizzazioni sindacali dei dipendenti statali alle dirette dipendenze del partito, che prevedeva il controllo, da parte del rettore, dell’Associazione fascista dei professori universitari e di quella degli assistenti: l’organizzazione professionale dei docenti divenne, a tutti gli effetti, una branca del Partito fascista. Gli studenti, specie per ottenere delle facilitazioni nel corso degli studi, erano tenuti ad aderire ai Gruppi universitari fascisti (GUF) e alla Milizia universitaria, integrata nel 1931 alla Milizia volontaria per la sicurezza nazionale (MVSN).
A Padova, nonostante il rettorato dell'archeologo Carlo Anti (1932-1943), uomo organico al regime, l'azione disciplinatrice, la militarizzazione crescenti dell’università e l'obbligo di giuramento al fascismo che diventerà condizione indispensabile per esercitare la docenza, per i trasferimenti, per l’ammissione ai concorsi statali e agli incarichi di insegnamento, la facoltà mantenne il suo complessivo distacco dalla retorica fascista e dal suo apparato coreografico, concentrando l'attenzione dei professori verso la difesa dell'autonomia dell'insegnamento e la libertà di scelta degli studenti in materia di iter universitario. Furono anche gli anni della sistemazione edilizia, adeguatasi all'incremento degli iscritti, un andamento che farà passare la facoltà, nel volgere di un decennio, dal penultimo al secondo posto per numero di studenti. 
Lo statuto del 1924 rimase pressoché inalterato fino al 1935, assicurando sia la preparazione professionale che l’addestramento scientifico dei giovani universitari. Alla prima provvedevano le lezioni cattedratiche destinate a tutti, mentre il secondo era privilegio di una minoranza ritenuta più incline alla ricerca. Il nuovo ministro dell’Educazione nazionale Cesare Maria De Vecchi, nominato il 24 gennaio 1935, in meno di due anni di mandato, venne infatti sostituito il 15 novembre 1936 da Giuseppe Bottai, diede un’ulteriore sterzata in senso autoritario alla politica scolastica e universitaria, con una serie di normative indirizzate al controllo da parte del potere centrale sulla vita degli atenei, a partire dalla possibilità di sopprimere o istituire delle facoltà, passando attraverso la definizione di regole ferree nel conferimento degli incarichi di insegnamento, per finire con la rigida determinazione delle materie di insegnamento, dei programmi e degli orari che dovevano essere stabiliti con decreti reali su proposta del ministero.
La facoltà di lettere e filosofia di Padova dovette adeguarsi alle nuove disposizioni nel nuovo ordinamento in vigore con regio decreto 28 novembre 1935.
Questo venne più volte analizzato in sede di consiglio di facoltà tra la fine del 1935 e l’inizio del 1936: faceva discutere il fatto che per la prima volta le materie venivano nettamente distinte dal ministero in fondamentali, obbligatorie per tutti, e complementari, selezionate dallo studente in accordo con il professore titolare della materia di laurea, che nel piano di studi avrebbero occupato uno spazio nettamente inferiore, togliendo una fetta di autonomia alla struttura da conferire agli studi. 
La contrazione delle cattedre e l'aumento degli iscritti nella seconda metà degli anni Trenta, non fece che accrescere i disagi degli studenti. Il consiglio di facoltà affidò quindi a Concetto Marchesi l'incarico di stendere una relazione che contenesse delle proposte di modifica da sottoporre al ministro Bottai. Il latinista siciliano, con l'appoggio dei colleghi, auspicava un sostanziale ritorno alla legge Gentile, per svincolare gli studenti dalle imposizioni e responsabilizzarli nelle loro scelte. Nel breve volgere di un anno dalla relazione di Marchesi, lo statuto venne rivoluzionato. Con decreto 30 settembre 1938 e successiva approvazione del consiglio di facoltà e del senato accademico, si dava corso, a partire dall'anno accademico 1938-1939, al nuovo ordinamento degli studi, del tutto simile a quello attuale: cinque insegnamenti obbligatori per tutti, quattro fondamentali di indirizzo (classico o moderno), otto insegnamenti riservati alla libera scelta dello studente.

### Il Liviano: la nuova sede della facoltà

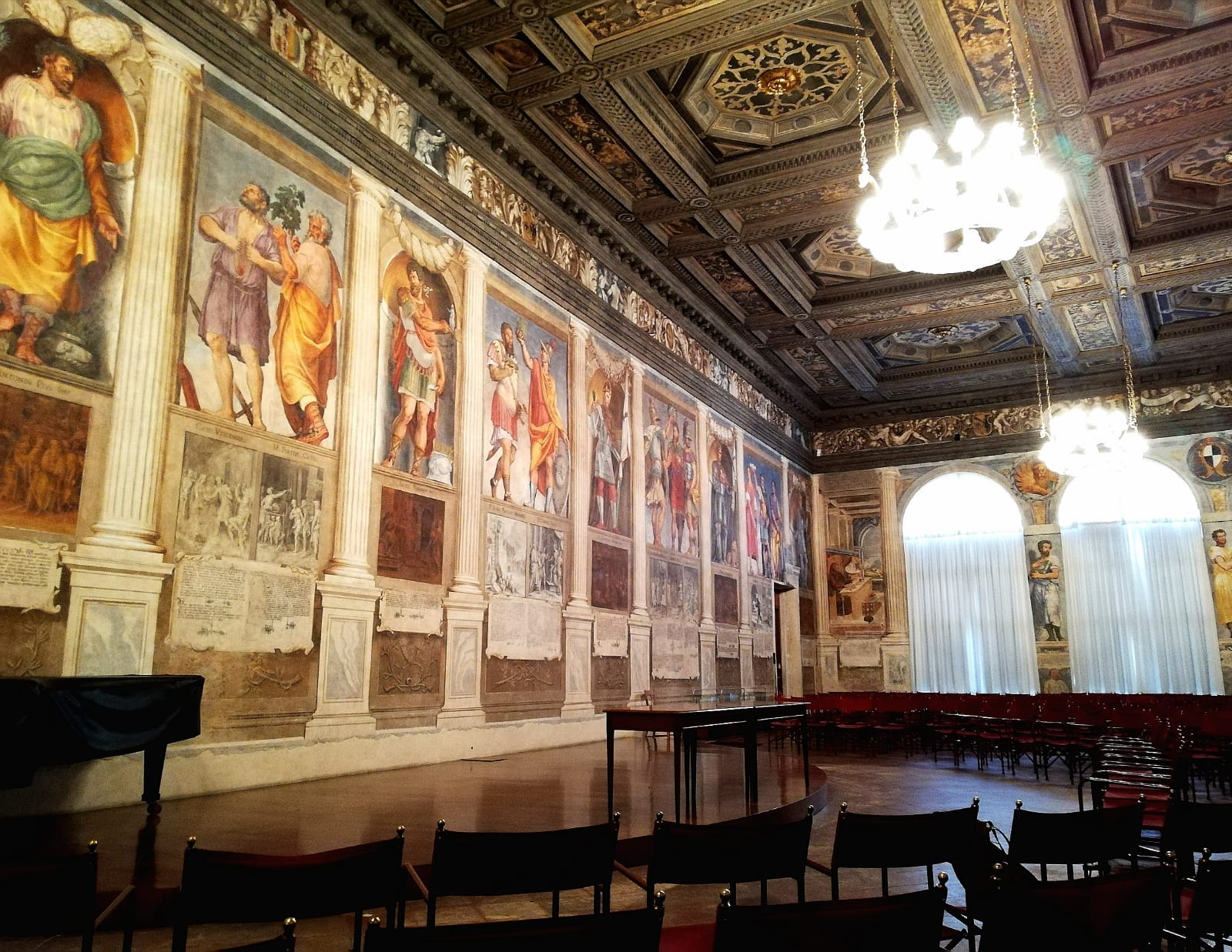
Sala dei Giganti, palazzo Liviano (Padova)

Oltre alle questioni didattiche, la facoltà di lettere da tempo necessitava di un rinnovamento edilizio. L’Università di Padova conobbe un considerevole ampliamento strutturale negli anni del rettorato di Carlo Anti. Il consorzio edilizio che fu istituito nel 1933 seguiva quelli più o meno deludenti del 1903, del 1913 e del 1924, e si proponeva molteplici interventi, tra i quali spiccavano la costruzione del nuovo palazzo per la facoltà di lettere da collocare in piazza Capitaniato, in prossimità della sala dei Giganti, e la sistemazione del palazzo centrale del Bo. Il progetto ambizioso fu portato a termine grazie all'opera dell'architetto Gio Ponti, che vinse il concorso indetto nel marzo 1934 per la costruzione del nuovo edificio della facoltà. Nei primi mesi del 1939 il Liviano, iniziato nel 1937, fu ultimato. Esso avrebbe accolto parte degli istituti di lettere, e precisamente filosofia, filologia classica, storia antica, glottologia, storia dell'arte e archeologia. Al momento della consegna, restavano ancora da definire gli ultimi arredi e l’importante questione dell’affresco dell’atrio, che doveva adeguarsi con quelli della attigua sala dei Giganti, che ospitava opere dei più insigni allievi del Tiziano. Nel 1938 l'incarico fu affidato al pittore Massimo Campigli, che un anno e mezzo più tardi, dopo avere apportato varie modifiche al suo lavoro ed essersi difeso dall'accusa di appartenere alla "razza" ebrea, iniziò l’affresco terminandolo nella primavera del 1940. Nello stesso atrio dove Campigli eseguì il suo affresco, fu collocata una gigantesca statua che rappresenta Tito Livio in posizione accovacciata, realizzata dallo scultore Arturo Martini, in occasione del bimillenario della nascita dello storico padovano, celebrato nel maggio del 1942.

### Il 1938 e le conseguenze delle leggi razziali
La facoltà doveva far fronte a disagi che riguardavano la carenza di docenti che non sempre permetteva l'attivazione di tutti i corsi, con danno soprattutto per gli insegnamenti fondamentali riuniti in un’unica cattedra, e tenuti alternativamente da uno stesso professore. Con l'emanazione delle leggi razziali nel 1938, questa situazione si acuì. L'ambiente sempre più irreggimentato, giunse all'apice nel 1938, quando fiorirono le delazioni e le conseguenti espulsioni di studenti e insegnanti ebrei.
L'insegnamento di ebraico e lingue semitiche comparate, anche se inserito ancora nella lista delle discipline complementari della facoltà di lettere per l’anno accademico 1938-1939, a partire dal marzo 1938 perse la sovvenzione che per dieci anni lo aveva finanziato, e al suo titolare Eugenio Zolli, rabbino della comunità israelitica di Trieste, fu tolta la docenza che ricopriva dal 1931. Uguale destino toccò in sorte al premio intitolato all’ebreo Elia Lattes, che ogni anno premiava uno studente e che dal 1938 non fu più assegnato. Cesare Musatti, docente di Psicologia sperimentale, per acquisire nuovamente la cattedra, sollecitò lui stesso un’inchiesta sul proprio conto, riuscendo a dimostrare di essere ariano; ma la sua reintegrazione fu vanificata dal rettore Anti che ne confermò l’esclusione dall'insegnamento ritenendolo un soggetto politicamente inopportuno. In totale furono quarantotto gli insegnanti espulsi.

## Gli anni della guerra
Durante gli anni della seconda guerra mondiale, le agevolazioni economiche praticate a sempre più ampie categorie di giovani, favorirono un’impennata delle iscrizioni; gli studenti di lettere passarono dai circa ottocentocinquanta dell’anno accademico 1939-1940 ai quasi millesettecento del 1942-1943, grazie proprio a quelle condizioni eccezionali che permisero ai giovani arruolati, ai loro fratelli, nonché ai figli di famiglie numerose, di ottenere la laurea con un minimo sforzo finanziario, e senza particolari obblighi di profitto e di frequenza. Nonostante la concessione di trentotto nuove cattedre nel 1940, la penuria di insegnanti continuò a caratterizzare la facoltà di lettere e l'Università italiana in generale. Per questo motivo il ministro Bottai invitò gli atenei e le loro facoltà a formulare delle proposte in vista dell'imminente riforma universitaria. Nella facoltà letteraria patavina emersero due diverse posizioni. 
La prima auspicava che il nuovo ordinamento distinguesse il titolo professionale da quello scientifico, riuscendo così a scindere la massa di studenti che irrompeva nella facoltà per conseguire un documento di sicuro e immediato impiego, dalla cerchia di chi era destinato alla ricerca scientifica. Il titolo professionale sarebbe stato conseguito al termine di un corso di studi di quattro anni, simile a quello in vigore, e la tesi sostituita da due esami scritti; questo titolo avrebbe aperto le porte a quanti avessero desiderato ottenere quello scientifico, conseguibile dopo un periodo di perfezionamento e la presentazione di una dissertazione. Con entrambi i titoli si sarebbe conseguito il dottorato, ma solo quello scientifico avrebbe abilitato alla carriera universitaria. Per evitare l'aumento fuori controllo delle iscrizioni, si proponeva di contenerle con il ricorso al numero chiuso, dando la precedenza a chi avesse conseguito valutazioni migliori all'esame di maturità.
La seconda proposta di riforma era contraria alla distinzione dei due titoli, riconoscendo all'università la funzione unicamente scientifica e rifiutando l'idea della formazione professionale. Sul tema della crescita delle iscrizioni, si puntava non sul numero chiuso, bensì sull'aumento di strumenti di lavoro, locali, laboratori, biblioteche, e nel migliore trattamento del personale assistente dal punto di vista della dignità della carriera e della retribuzione.

## Il 1943
La crisi che stava per travolgere l’Italia e le sue istituzioni non permise di mettere mano alla riforma. La facoltà, infatti, doveva fare i conti con difficoltà ben più concrete di un eventuale rinnovo dello statuto, come per esempio l’esaurirsi delle scorte di carbone che rendeva impossibile il regolare svolgersi delle lezioni, o la difesa del cospicuo patrimonio librario custodito nelle biblioteche e messo a rischio dall'incrudelirsi delle azioni militari. I rivolgimenti politici nazionali dell’estate del 1943 ebbero delle ricadute anche nell'ateneo patavino: dopo undici anni il rettore Anti lasciò il posto a Marchesi, mentre Valgimigli subentrò nella carica di preside di facoltà. Nonostante questi avvicendamenti, la vita universitaria era compromessa: alcuni docenti residenti fuori città non potevano raggiungere Padova per i pericoli e le condizioni disastrose delle vie di comunicazione, altri erano dispersi in guerra e venivano spesso sostituiti da colleghi di altre sedi sfollati dalle loro residenze. Marchesi, Valgimigli e l’intero Senato accademico si dimisero. Il nuovo preside di lettere, il filosofo Erminio Troilo, tornò a ricoprire quella carica vent'anni dopo la sua prima nomina e resse la facoltà nel periodo della Repubblica sociale italiana, che ripristinò il saluto romano nei rapporti fra dirigenti, insegnanti e alunni, vietò le intitolazioni a membri viventi della famiglia reale di istituti, scuole e fondazioni, spinse i docenti a denunciare al ministro i colleghi che dal 14 settembre 1943 avevano lasciato il loro posto e i loro corsi.
Si trattò degli ultimi provvedimenti di un regime che stava crollando.